# Erto e Casso

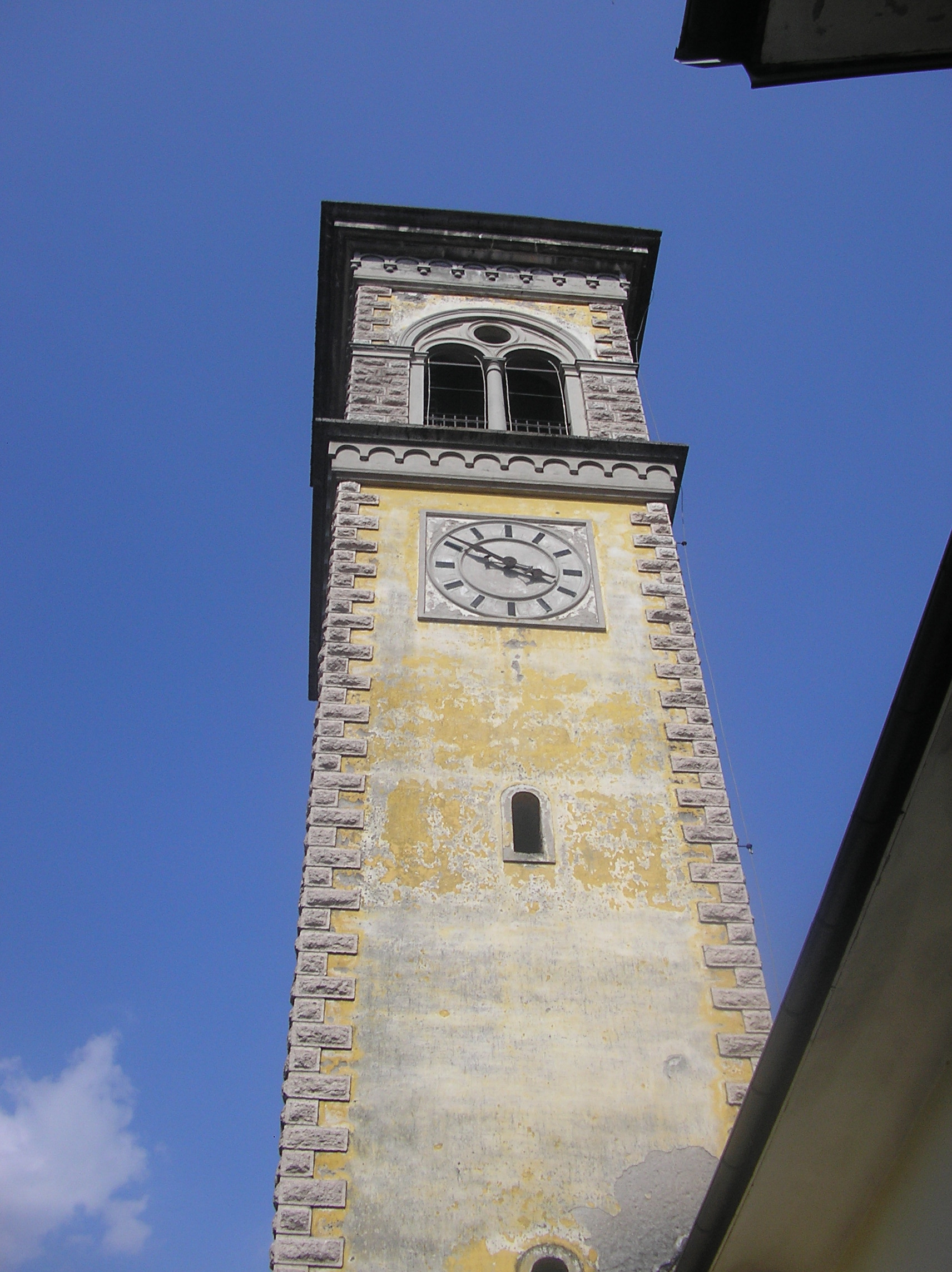
Kirchturm der Kirche von Erto

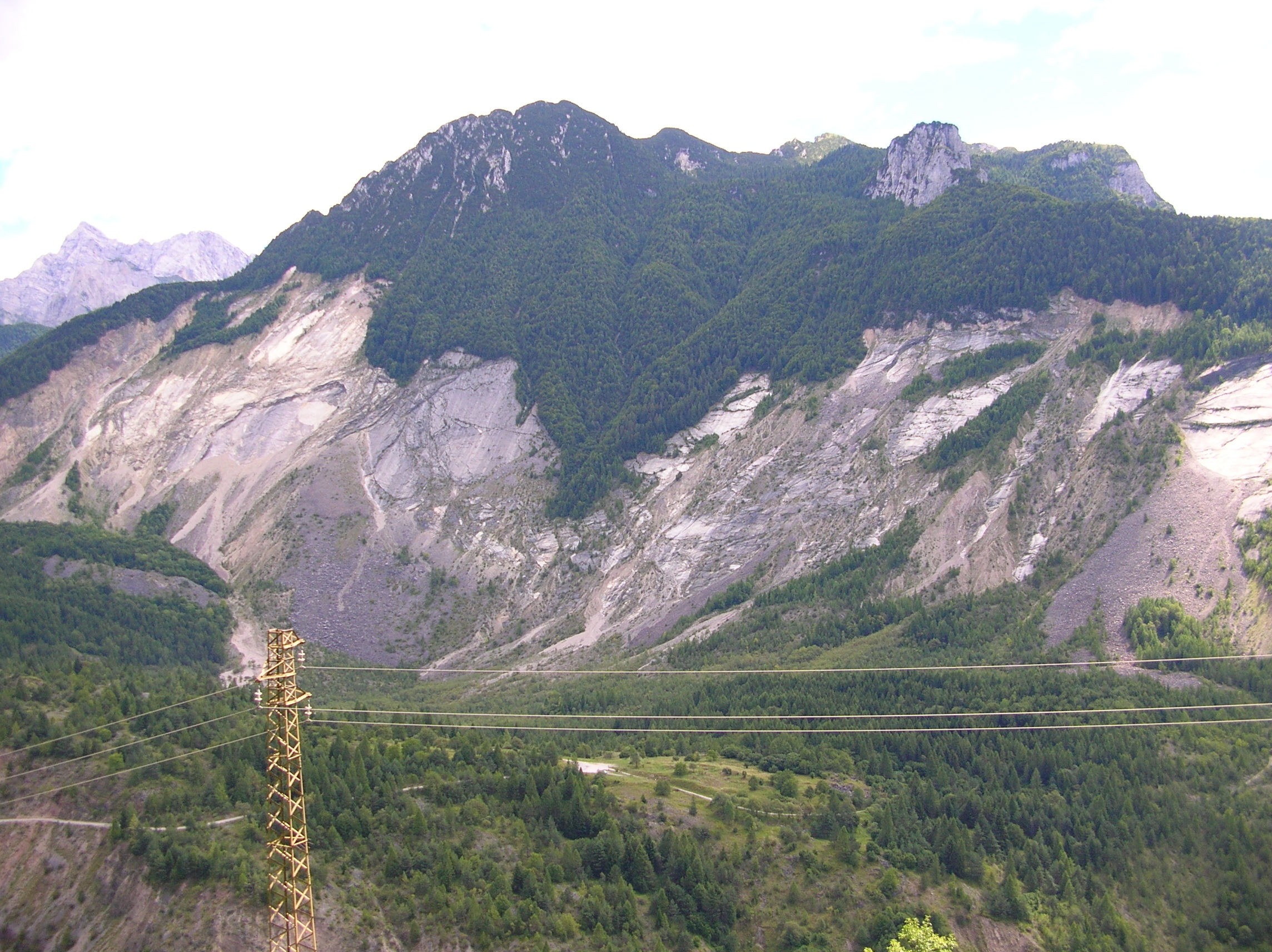
Der Monte Toc

Die Gemeinde Erto e Casso (furlanisch Nert e Cjas) liegt in der nordost-italienischen Region Friaul-Julisch Venetien. Sie liegt nördlich von Pordenone und hat 362 Einwohner (Stand 31. Dezember 2023). Die Gemeinde besteht aus den zwei namensgebenden Orten, Erto und Casso. Erto ist der Talort für Besteigungen des Monte Duranno und der Cima dei Preti.
Die Nachbargemeinden sind Cimolais, Claut, Longarone (BL), Ospitale di Cadore (BL), Perarolo di Cadore (BL), Pieve d’Alpago (BL) und Soverzene (BL).

## Alljährliche Veranstaltungen
Alljährlich zu Ostern findet in Erto die szenische Darstellung des Leidenswegs Christi statt.
Das Passionsspiel wird seit über 400 Jahren gespielt und wurde nur einmal, nämlich im Jahre 1964, nicht aufgeführt.

## Katastrophe vom Vajont
Am späten Abend des 9. Oktober 1963 wurde durch die Katastrophe vom Vajont der Nachbar- und Zentralort Longarone vollständig zerstört, nahezu die gesamte dortige Bevölkerung kam zu Tode. Durch den Rückstau der in den Stausee abgerutschten Bergmassen – die Staumauer blieb intakt – wurden auch zahlreiche Menschen im dahinter (orographisch davor, oberhalb) liegenden (Erto-)Tal getötet.
Ein modernes Besucherzentrum in Erto dokumentiert die Katastrophe.

## Bekannte Personen
Erto ist der Heimatort des Alpinisten, Holzbildhauers und Schriftstellers Mauro Corona (* 1950), der in Italien vor allem durch seine autobiographisch geprägten Kurzgeschichten, in denen er auch die Katastrophe von Vajont verarbeitet, hohe Bekanntheit genießt.